# Klemens Długaszewski
Klemens Długaszewski (ur. 23 listopada 1899 w Podzamczu, zm. 3 lipca 1985 w Warszawie) – polski pilot cywilny i wojskowy.

## Życiorys
Urodził się 23 listopada 1899 w Podzamczu, w ówczesnym powiecie kępińskim Prowincji Poznańskiej, w rodzinie Szczepana (1864–1923) i Cecylii z Kuśnierczyków (1865–1936). Był młodszym bratem Stanisława (1892–1974), przemysłowca, rotmistrza Wojska Polskiego, kawalera Orderu Virtuti Militari.
Od 1919 służył w I lotniczym batalionie uzupełnień, szkolił się we Francuskiej Szkole Pilotów na Mokotowie, następnie w I Niższej Szkole Pilotów w Krakowie, Wyższej Szkoły Pilotażu w Poznaniu. Został dyplomowanym pilotem wojskowym i instruktorem pilotażu. Pracował w Wyższej Szkole Pilotów w Grudziądzu. Odszedł z Wojska Polskiego w 1922.
Został pilotem cywilnym w Polskiej Linii Lotniczej „Aerolloyd” SA, po przemianowaniu na „Aerolot” od 1923, później w Polskich Liniach Lotniczych LOT od 1 stycznia 1929. 31 marca 1930 osiągnął wynik 500 tys. przemierzonych kilometrów jako pilot, a 17 czerwca 1936 jako drugi po Kazimierzu Burzyńskim, Polak osiągnął 1 milion przelecianych kilometrów. 
Podczas II wojny światowej służył jako pilot przy transportach transatlantyckich, a od 1940 w strukturach organizacji ATA. Był porucznikiem Royal Air Force. Po wojnie w 1946 powrócił do Polski i ponownie pracował w PLL „LOT”, do 1950 jako szef pilotów i rzeczoznawca, następnie ponownie jako pilot. Dwa miliony przemierzonych kilometrów lotów osiągnął w 1954. Łącznie legitymował się wynikiem 4 mln km i 22 tys. godzin. Od 1957 był przedstawicielem PLL „LOT” w Kopenhadze, od 1959 w Belgradzie. Od 1961 był instruktorem nawigacji w PLL „LOT”. Odszedł na emeryturę w 1964.
Zmarł 3 lipca 1985. Został pochowany na cmentarzu Powązkowskim w Warszawie (kwatera pod murem V-1-71).

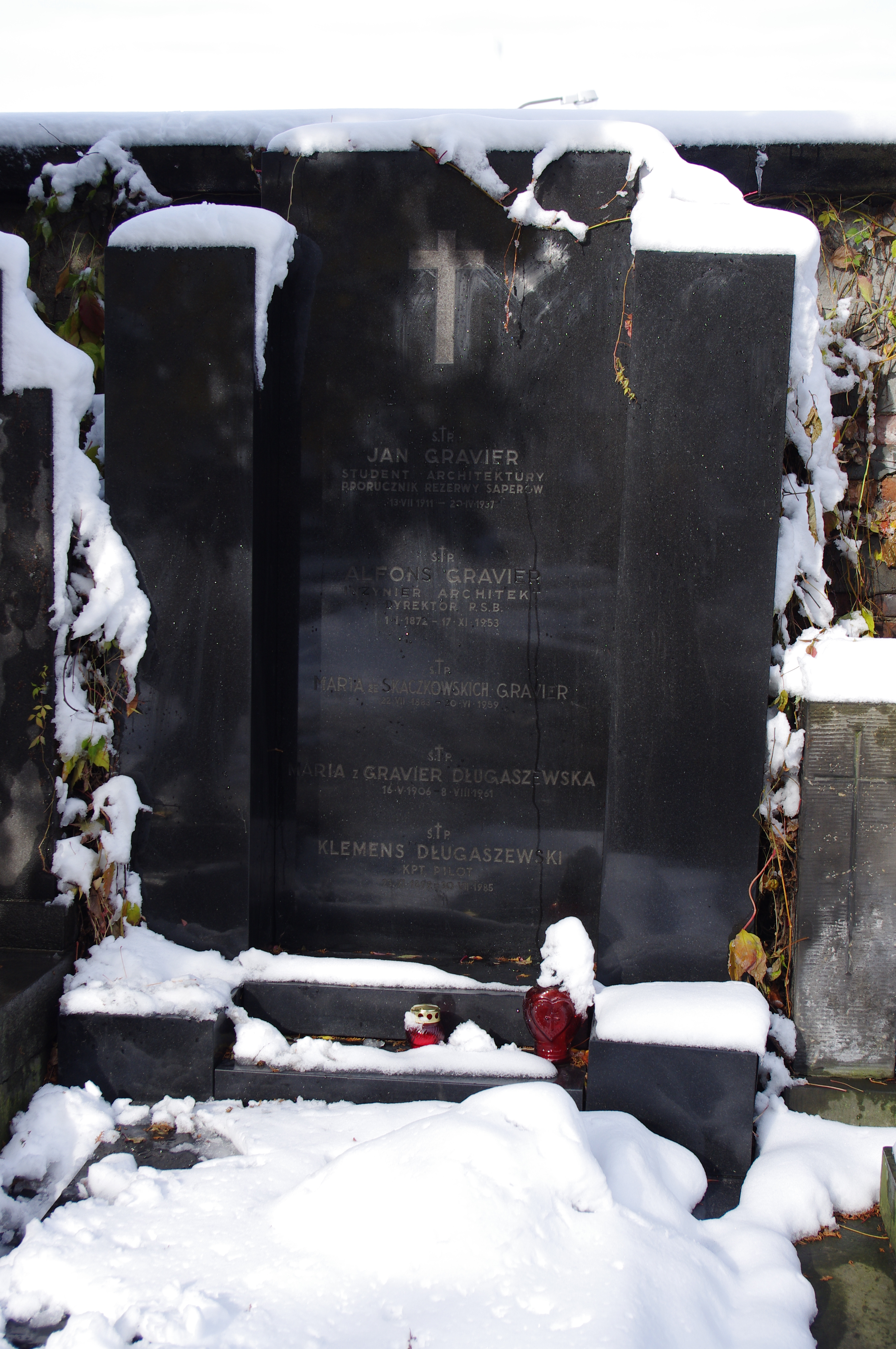
Grób Klemensa Długaszewskiego i Alfonsa Graviera na Starych Powązkach w Warszawie

## Ordery i odznaczenia
- Złoty Krzyż Zasługi (17 czerwca 1936)[6]
- Srebrny Krzyż Zasługi (6 lipca 1929)[7]